# Bradoshnica
Bradoshnica (alb. Bradoshnicë) – wieś położona w południowo-wschodniej części Albanii w gminie Margegaj. Wieś znajduje się 127 kilometrów od stolicy państwa, Tirany.